# Aglaoschema haemorrhoidale
Aglaoschema haemorrhoidale är en skalbaggsart som först beskrevs av Ernst Friedrich Germar 1824.  Aglaoschema haemorrhoidale ingår i släktet Aglaoschema och familjen långhorningar. Inga underarter finns listade i Catalogue of Life.